# Hoằng Quế
Hoằng Quế (chữ Hán: 弘㬙; 27 tháng 1 năm 1719 - 25 tháng 9 năm 1780), Ái Tân Giác La, là một Tông thất của nhà Thanh trong lịch sử Trung Quốc.

## Cuộc đời
Hoằng Quế sinh vào giờ Hợi, ngày 8 tháng 12 (âm lịch) năm Khang Hi thứ 57 (1718), trong gia tộc Ái Tân Giác La. Ông là con trai thứ mười của Lý Mật Thân vương Dận Nhưng, mẹ ông là Trắc Phúc tấn Trình Giai thị (程佳氏). Từ nhỏ, ông cùng anh trai Hoằng Tích, chị gái Hòa Thạc Thục Thận Công chúa, em trai Hoằng Hoàn (弘晥) cùng người cháu Vĩnh Kính (永璥) được Ung Chính Đế đưa vào cung nuôi dưỡng. Năm Càn Long nguyên niên (1736), tháng 2, ông được phong tước Phụng ân Phụ quốc công. Năm thứ 4 (1739), tháng 10, huynh trưởng của ông bị phế tước, nên ông tập tước Lý Thân vương đời thứ 3, nhưng Lý vương phủ không phải thừa kế võng thế, nên ông chỉ được phong làm Lý Quận vương. Năm thứ 9 (1744), tháng 5, nhậm Tổng quản Tương Lam kỳ Giác La học. Năm thứ 21 (1756), tháng 6, thụ Tông Nhân phủ Tả tông chính. Năm thứ 22 (1757), tháng giêng, điều làm Ngọc Điệp quán Phó Tổng tài. Năm thứ 28 (1763), tháng 7, nhậm Tông Nhân phủ Tông lệnh. Năm thứ 30 (1765), tháng 11, thụ Tổng quản hữu dực Tông học. Năm thứ 40 (1775), tháng 9, thụ Tổng quản tả dực Tông học. Năm thứ 41 (1776), tháng 9, thay quyền Đô thống Hán quân Chính Hồng kỳ. Năm thứ 42 (1777), tháng 5, điều làm Hữu tông chính, nhưng sau đó lại điều làm Tả tông chính, thay quyền Đô thống Mông Cổ Chính Hoàng kỳ. Năm thứ 43 (1778), tháng 6, quản lý sự vụ Đô thống Mãn Châu Chính Lam kỳ. Năm thứ 45 (1780), ngày 27 tháng 8 (âm lịch), giờ Tỵ, ông qua đời, thọ 63 tuổi, được truy thụy Lý Khác Quận vương (理恪郡王).

## Gia quyến
- Đích Phúc tấn: Qua Nhĩ Giai thị (瓜爾佳氏), con gái của Bút thiếp thức Tắc Đặc (塞特).
- Trắc Phúc tấn: 
  - Trần Giai thị (陳佳氏), con gái của Trần Quý (陳貴).
  - Mạnh Giai thị (孟佳氏), con gái của Mạnh Đạc (孟鐸). Nguyên là Thứ Phúc tấn, được chiếu lệ tấn phong Trắc Phúc tấn vào năm Càn Long thứ 27 (1762).[1]
- Thứ Phúc tấn: 
  - Tô thị (蘇氏), con gái của Tô Huy Khắc (蘇輝克).
  - Lưu Giai thị (劉佳氏), con gái của Lưu Nhị (劉二).
  - Mã Giai thị (馬佳氏), con gái của Tế Lan Thái (濟蘭泰).

### Con trai
1. Vĩnh Ái (永璦; 1742 - 1789), mẹ là Trắc Phúc tấn Trần Giai thị. Năm 1780 được tập tước Lý Thân vương (理親王) và được phong Bối lặc (貝勒). Có năm con trai.
2. Vĩnh Dục (永育; 1754 - 1794), mẹ là Thứ Phúc tấn Tô thị. Được phong làm Phụng ân Tướng quân (奉恩將軍) kiêm Nhị đẳng Thị vệ (二等侍衛). Có bốn con trai.
3. Tam tử (1760 - 1761), mẹ là Trắc Phúc tấn Mạnh Giai thị. Chết yểu, chưa kịp đặt tên.
4. Tứ tử (1764 - 1766), mẹ là Trắc Phúc tấn Mạnh Giai thị. Chết yểu, chưa kịp đặt tên.
5. Vĩnh Chuẩn (永準; 1770 - 1817), mẹ là Trắc Phúc tấn Mạnh Giai thị. Được phong làm Phụ quốc Tướng quân (輔國將軍). Vô tự.
6. Vĩnh Sảng (永漺; 1773 - 1813), mẹ là Thứ Phúc tấn Lưu Giai thị. Vô tự.
7. Vĩnh Doanh (永瀛; 1775 - 1777), mẹ là Thứ Phúc tấn Mã Giai thị. Chết yểu.